# Makowo (Białoruś)
Makowo (biał. Макава; ros. Маково) – wieś na Białorusi, w obwodzie brzeskim, w rejonie hancewickim, w sielsowiecie Lusino.
W XIX w. opisywane jako dzika, odludna miejscowość. W dwudziestoleciu międzywojennym leżało w Polsce, w województwie poleskim, w powiecie łuninieckim, gminie Chotynicze.